# 盧卡斯·皮什切克
盧卡斯·皮什切克（波蘭語：Łukasz Piszczek，波蘭語發音：[ˈwukaʂ ˈpʲiʂt͡ʂɛk]，1985年6月3日—）是波蘭的一位足球運動員，在場上司職右後衞。現效力于波蘭足球丁級聯賽球隊戈恰烏科維采-茲德魯伊。

## 俱樂部生涯

### 多特蒙德
2020年5月20日，皮什切克通過與多特蒙德簽署了一份為期一年的續約合約，推遲了他的退休計劃，將他留在俱樂部直到2021年。他將在2020/21賽季結束後合約到期離開俱樂部。 

## 榮譽

### 球會
多特蒙德
- 歐洲聯賽冠軍盃 亞軍：2013年
- 德甲聯賽 冠軍：2010/11；2011/12
- 德國盃 冠軍：2012、2017、2021[2]年
- 德國超級盃 冠軍：2014、2019年

## 外部連結
- Soccerway資料庫：盧卡斯·皮什切克
- Bundesliga stats
- Łukasz Piszczek Tactical Formations[]
- Polish league stats （页面存档备份，存于） at 90minut.pl （波兰語）
- Polish NT[永久] stats at pzpn.pl （波兰語）
- fussballdaten.de：Łukasz Piszczek之統計數據 （德文）